# Grand Prix Włoch 1952

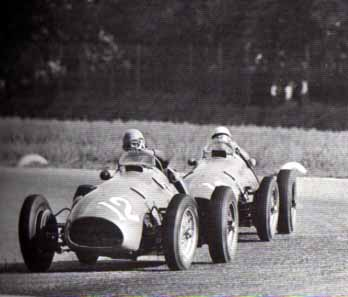
Alberto Ascari i Luigi Villoresi podczas Grand Prix Włoch 1952

Grand Prix Włoch 1952 (oryg. Gran Premio d’Italia) – ósma (ostatnia) runda Mistrzostw Świata Formuły 1 w sezonie 1952, która odbyła się 7 września 1952 po raz trzeci na torze Autodromo Nazionale Monza.
23. Grand Prix Włoch, trzecie zaliczane do Mistrzostw Świata Formuły 1.

## Lista startowa
| Nr      | Kierowca                | Zespół                         | Samochód          | Silnik                  | Opony |
| ------- | ----------------------- | ------------------------------ | ----------------- | ----------------------- | ----- |
| 2       | Robert Manzon           | Equipe Gordini                 | Gordini T16       | Gordini 20 2L 6C        | E     |
| 4       | Maurice Trintignant     | Equipe Gordini                 | Gordini T16       | Gordini 20 2L 6C        | E     |
| 6       | Jean Behra              | Equipe Gordini                 | Gordini T16       | Gordini 20 2L 6C        | E     |
| 8       | André Simon             | Scuderia Ferrari               | Ferrari 500       | Ferrari Type 500 2L 4C  | P     |
| 10      | Giuseppe Farina         | Scuderia Ferrari               | Ferrari 500       | Ferrari Type 500 2L 4C  | P     |
| 12      | Alberto Ascari          | Scuderia Ferrari               | Ferrari 500       | Ferrari Type 500 2L 4C  | P     |
| 14      | Piero Taruffi           | Scuderia Ferrari               | Ferrari 500       | Ferrari Type 500 2L 4C  | P     |
| 16      | Luigi Villoresi         | Scuderia Ferrari               | Ferrari 500       | Ferrari Type 500 2L 4C  | P     |
| 18      | Rudi Fischer            | Ecurie Espadon                 | Ferrari 500       | Ferrari Type 500 2L 4C  | P     |
| 20      | Hans Stuck              | Ecurie Espadon                 | Ferrari 212       | Ferrari 125 F1 1.5L V12 | P     |
| 22      | Felice Bonetto          | Officine Alfieri Maserati      | Maserati A6GCM    | Maserati A6G 2L 6C      | P     |
| 24      | Franco Rol              | Officine Alfieri Maserati      | Maserati A6GCM    | Maserati A6G 2L 6C      | P     |
| 26      | José Froilán González   | Officine Alfieri Maserati      | Maserati A6GCM    | Maserati A6G 2L 6C      | P     |
| 28      | Kenneth McAlpine        | Connaught Engineering          | Connaught Type A  | Lea-Francis 3.0L 4C     | D     |
| 30      | Dennis Poore            | Connaught Engineering          | Connaught Type A  | Lea-Francis 3.0L 4C     | D     |
| 32      | Stirling Moss           | Connaught Engineering          | Connaught Type A  | Lea-Francis 3L 4C       | D     |
| 34      | Élie Bayol              | Élie Bayol (prywatnie)         | OSCA 20           | OSCA Tipo 2000 2L 6C    | P     |
| 36      | Eric Brandon            | Ecurie Richmond                | Cooper T20        | Bristol BS1 2L 6C       | D     |
| 38      | Alan Brown              | Ecurie Richmond                | Cooper T20        | Bristol BS1 2L 6C       | D     |
| 40      | Ken Wharton             | Scuderia Franera               | Cooper T20        | Bristol BS1 2L 6C       | D     |
| 42      | Mike Hawthorn           | Leslie D. Hawthorn (prywatnie) | Cooper T20        | Bristol BS1 2L 6C       | D     |
| 44      | Piero Dusio             | Piero Dusio (prywatnie)        | Cisitalia D46     | BPM 2L 4C               | P     |
| 46      | Gino Bianco             | Escuderia Bandeirantes         | Maserati A6GCM    | Maserati A6G 2L 6C      | P     |
| 48      | Chico Landi             | Escuderia Bandeirantes         | Maserati A6GCM    | Maserati A6G 2L 6C      | P     |
| 50      | Eitel Cantoni           | Escuderia Bandeirantes         | Maserati A6GCM    | Maserati A6G 2L 6C      | P     |
| 52      | Lance Macklin           | HWMotors                       | HWM 52            | Alta F2 2L 4C           | D     |
| 54      | Peter Collins           | HWMotors                       | HWM 52            | Alta F2 2L 4C           | D     |
| 56      | Tony Gaze               | Tony Gaze (prywatnie)          | HWM 52            | Alta F2 2L 4C           | D     |
| 58      | Alberto Crespo          | Scuderia Enrico Platé          | Maserati 4CLT     | Maserati Platé 2L 4C    | P     |
| 60      | Emmanuel de Graffenried | Scuderia Enrico Platé          | Maserati 4CLT     | Maserati Platé 2L 4C    | P     |
| 62      | Louis Rosier            | Ecurie Rosier                  | Ferrari 500       | Ferrari Type 500 2L 4C  | P     |
| 64      | Bill Aston              | W.S. Aston                     | Aston NB41        | Buttenworth F4 2L       | D     |
| 66      | Johnny Claes            | Vicomtesse de Walkiers         | Simca-Gordini T15 | Gordini 1500 1.5L 4C    | E     |
| 68      | Peter Whitehead         | Peter Whitehead (prywatnie)    | Ferrari 125       | Ferrari 125 F1 1.5L V12 | D     |
| 70      | Charles de Tornaco      | Ecurie Francorchamps           | Ferrari 500       | Ferrari Type 500 2L 4C  | E     |
| Źródła: |                         |                                |                   |                         |       |

## Wyniki

### Kwalifikacje
Źródło: statsf1.com
| P                       | Nr | Kierowca                | Konstruktor(-silnik)  | Opony | Czas   | Odstęp | Strata |
| ----------------------- | -- | ----------------------- | --------------------- | ----- | ------ | ------ | ------ |
| 1                       | 12 | Alberto Ascari          | Ferrari               | P     | 2:05,7 | -      | -      |
| 2                       | 16 | Luigi Villoresi         | Ferrari               | P     | 2:06,6 | +0,9   | +0,9   |
| 3                       | 10 | Giuseppe Farina         | Ferrari               | P     | 2:07,0 | +0,4   | +1,3   |
| 4                       | 4  | Maurice Trintignant     | Gordini               | E     | 2:07,2 | +0,2   | +1,5   |
| 5                       | 26 | José Froilán González   | Maserati              | P     | 2:07,6 | +0,4   | +1,9   |
| 6                       | 14 | Piero Taruffi           | Ferrari               | P     | 2:07,8 | +0,2   | +2,1   |
| 7                       | 2  | Robert Manzon           | Gordini               | E     | 2:08,2 | +0,4   | +2,5   |
| 8                       | 8  | André Simon             | Ferrari               | P     | 2:09,1 | +0,9   | +3,4   |
| 9                       | 32 | Stirling Moss           | Connaught-Lea-Francis | D     | 2:09,8 | +0,7   | +4,1   |
| 10                      | 34 | Élie Bayol              | OSCA                  | P     | 2:10,6 | +0,8   | +4,9   |
| 11                      | 6  | Jean Behra              | Gordini               | E     | 2:10,8 | +0,2   | +5,1   |
| 12                      | 42 | Mike Hawthorn           | Cooper-Bristol        | D     | 2:11,2 | +0,4   | +5,5   |
| 13                      | 22 | Felice Bonetto          | Maserati              | P     | 2:11,6 | +0,4   | +5,9   |
| 14                      | 18 | Rudi Fischer            | Ferrari               | P     | 2:11,8 | +0,2   | +6,1   |
| 15                      | 40 | Ken Wharton             | Cooper-Bristol        | D     | 2:12,2 | +0,4   | +6,5   |
| 16                      | 24 | Franco Rol              | Maserati              | P     | 2:12,7 | +0,5   | +7,0   |
| 17                      | 62 | Louis Rosier            | Ferrari               | P     | 2:12,7 | +0,0   | +7,0   |
| 18                      | 48 | Chico Landi             | Maserati              | P     | 2:13,0 | +0,3   | +7,3   |
| 19                      | 30 | Dennis Poore            | Connaught-Lea-Francis | D     | 2:14,0 | +1,0   | +8,3   |
| 20                      | 36 | Eric Brandon            | Cooper-Bristol        | D     | 2:14,0 | +0,0   | +8,3   |
| 21                      | 38 | Alan Brown              | Cooper-Bristol        | D     | 2:15,0 | +1,0   | +9,3   |
| 22                      | 28 | Kenneth McAlpine        | Connaught-Lea-Francis | D     | 2:15,1 | +0,1   | +9,4   |
| 23                      | 50 | Eitel Cantoni           | Maserati              | P     | 2:15,9 | +0,8   | +10,2  |
| 24                      | 46 | Gino Bianco             | Maserati              | P     | 2:17,1 | +1,2   | +11,4  |
| Nie zakwalifikowali się |    |                         |                       |       |        |        |        |
|                         | 70 | Charles de Tornaco      | Ferrari               | E     | 2:17,5 | +0,4   | +11,8  |
|                         | 58 | Alberto Crespo          | Maserati              | P     | 2:17,8 | +0,3   | +12,1  |
|                         | 60 | Emmanuel de Graffenried | Maserati              | P     | 2:18,4 | +0,6   | +12,7  |
|                         | 54 | Peter Collins           | HWM-Alta              | D     | 2:18,6 | +0,2   | +12,9  |
|                         | 68 | Peter Whitehead         | Ferrari               | D     | 2:18,8 | +0,2   | +13,1  |
|                         | 56 | Tony Gaze               | HWM-Alta              | D     | 2:20,3 | +1,5   | +14,6  |
|                         | 64 | Bill Aston              | Aston Butterworth     | D     | 2:20,7 | +0,4   | +15,0  |
|                         | 52 | Lance Macklin           | HWM-Alta              | D     | 2:21,0 | +0,3   | +15,3  |
|                         | 20 | Hans Stuck              | Ferrari               | P     | 2:22,8 | +1,8   | +17,1  |
|                         | 66 | Johnny Claes            | Simca-Gordini         | E     | -      | -      | -      |
|                         | 44 | Piero Dusio             | Cisitalia-BPM         | P     | -      | -      | -      |
| P                       | Nr | Kierowca                | Konstruktor(-silnik)  | Opony | Czas   | Odstęp | Strata |

### Wyścig
Źródła: statsf1.com
| P                 | + / –     | Nr | Kierowca              | Konstruktor           | Opony | Okr. | Czas / Strata | Komentarz         |
| ----------------- | --------- | -- | --------------------- | --------------------- | ----- | ---- | ------------- | ----------------- |
| 1                 | Bez zmian | 12 | Alberto Ascari        | Ferrari               | P     | 80   | 2h50m45,6     |                   |
| 2                 | 3         | 26 | José Froilán González | Maserati              | P     | 80   | +1:01,8       |                   |
| 3                 | 1         | 16 | Luigi Villoresi       | Ferrari               | P     | 80   | +2:04,2       |                   |
| 4                 | 1         | 10 | Giuseppe Farina       | Ferrari               | P     | 80   | +2:11,4       |                   |
| 5                 | 8         | 22 | Felice Bonetto        | Maserati              | P     | 79   | +1 okr.       |                   |
| 6                 | 2         | 8  | André Simon           | Ferrari               | P     | 79   | +1 okr.       |                   |
| 7                 | 1         | 14 | Piero Taruffi         | Ferrari               | P     | 77   | +3 okr.       |                   |
| 8                 | 10        | 48 | Chico Landi           | Maserati              | P     | 76   | +4 okr.       |                   |
| 9                 | 6         | 40 | Ken Wharton           | Cooper-Bristol        | D     | 76   | +4 okr.       |                   |
| 10                | 7         | 62 | Louis Rosier          | Ferrari               | P     | 75   | +5 okr.       |                   |
| 11                | 12        | 50 | Eitel Cantoni         | Maserati              | P     | 75   | +5 okr.       |                   |
| 12                | 7         | 30 | Dennis Poore          | Connaught-Lea-Francis | D     | 74   | +6 okr.       |                   |
| 13                | 7         | 36 | Eric Brandon          | Cooper-Bristol        | D     | 73   | +7 okr.       |                   |
| 14                | 6         | 2  | Robert Manzon         | Gordini               | E     | 71   | +9 okr.       |                   |
| 15                | 6         | 38 | Alan Brown            | Cooper-Bristol        | D     | 68   | +12 okr.      |                   |
| Niesklasyfikowani |           |    |                       |                       |       |      |               |                   |
|                   |           | 32 | Stirling Moss         | Connaught-Lea-Francis | D     | 60   | +20 okr.      | silnik            |
|                   |           | 46 | Gino Bianco           | Maserati              | P     | 46   | +34 okr.      | silnik            |
|                   |           | 6  | Jean Behra            | Gordini               | E     | 42   | +38 okr.      | zawór             |
|                   |           | 42 | Mike Hawthorn         | Cooper-Bristol        | D     | 38   | +42 okr.      | niesklasyfikowany |
|                   |           | 24 | Franco Rol            | Maserati              | P     | 24   | +56 okr.      | silnik            |
|                   |           | 4  | Maurice Trintignant   | Gordini               | E     | 5    | +75 okr.      | skrzynia biegów   |
|                   |           | 28 | Kenneth McAlpine      | Connaught-Lea-Francis | D     | 4    | +76 okr.      | zawieszenie       |
|                   |           | 18 | Rudi Fischer          | Ferrari               | P     | 3    | +77 okr.      | silnik            |
|                   |           | 34 | Élie Bayol            | OSCA                  | P     | 0    | +80 okr.      | skrzynia biegów   |
| P                 | + / –     | Nr | Kierowca              | Konstruktor           | Opony | Okr. | Czas / Strata | Komentarz         |

### Najszybsze okrążenie
Źródło: statsf1.com
| Nr | Kierowca              | Konstruktor | Czas   | Okr. |
| -- | --------------------- | ----------- | ------ | ---- |
| 12 | Alberto Ascari        | Ferrari     | 2:06,1 | 56   |
| 26 | José Froilán González | Maserati    | 2:06,1 | 57   |

### Prowadzenie w wyścigu
Źródło: statsf1.com
| Nr                              | Kierowca              | Konstruktor | Okrążenia | Suma |
| ------------------------------- | --------------------- | ----------- | --------- | ---- |
| 12                              | Alberto Ascari        | Ferrari     | 37-80     | 44   |
| 26                              | José Froilán González | Maserati    | 1-36      | 36   |
| \| Wykres \| \| ------ \| \| \| |                       |             |           |      |
| Wykres                          |                       |             |           |      |
|                                 |                       |             |           |      |

## Klasyfikacja po wyścigu
Pierwsza piątka otrzymywała punkty według klucza 8-6-4-3-2, 1 punkt przyznawany był dla kierowcy, który wykonał najszybsze okrążenie w wyścigu. Klasyfikacja konstruktorów została wprowadzona w 1958 roku. Liczone było tylko 4 najlepsze wyścigi danego kierowcy.
Uwzględniono tylko kierowców, którzy zdobyli jakiekolwiek punkty
| P  | +/− | Kierowca              | Starty | Punkty    | P1 | P2 | P3 | PP | NO | NS |
| -- | --- | --------------------- | ------ | --------- | -- | -- | -- | -- | -- | -- |
| 1  | 0   | Alberto Ascari        | 7      | 36 (53,5) | 6  | –  | –  | 5  | 6  | 1  |
| 2  | 0   | Giuseppe Farina       | 7      | 24 (27)   | –  | 4  | –  | 2  | –  | 1  |
| 3  | 0   | Piero Taruffi         | 6      | 22        | 1  | 1  | 1  | –  | 1  | 1  |
| 4  | 0   | Rudi Fischer          | 5      | 10        | –  | 1  | 1  | –  | –  | 1  |
| 5  | 0   | Mike Hawthorn         | 5      | 10        | –  | –  | 1  | –  | –  | 2  |
| 6  | 0   | Robert Manzon         | 7      | 9         | –  | –  | 1  | –  | –  | 3  |
| 7  | 0   | Troy Ruttman          | 1      | 8         | 1  | –  | –  | –  | –  | –  |
| 8  | +2  | Luigi Villoresi       | 2      | 8         | –  | –  | 2  | –  | –  | –  |
| 9  | N   | José Froilán González | 1      | 6,5       | –  | 1  | –  | –  | 1  | –  |
| 10 | −2  | Jim Rathmann          | 1      | 6         | –  | 1  | –  | –  | –  | –  |
| 11 | −2  | Jean Behra            | 6      | 6         | –  | –  | 1  | –  | –  | 3  |
| 12 | −2  | Sam Hanks             | 1      | 4         | –  | –  | 1  | –  | –  | –  |
| 13 | −1  | Ken Wharton           | 4      | 3         | –  | –  | –  | –  | –  | 2  |
| 14 | −1  | Dennis Poore          | 2      | 3         | –  | –  | –  | –  | –  | –  |
| 15 | −2  | Duane Carter          | 1      | 3         | –  | –  | –  | –  | –  | –  |
| 16 | −1  | Alan Brown            | 4      | 2         | –  | –  | –  | –  | –  | –  |
| 17 | −1  | Maurice Trintignant   | 5      | 2         | –  | –  | –  | –  | –  | 3  |
| 18 | −1  | Paul Frère            | 3      | 2         | –  | –  | –  | –  | –  | 2  |
| 19 | N   | Felice Bonetto        | 2      | 2         | –  | –  | –  | –  | –  | 1  |
| 20 | −2  | Art Cross             | 1      | 2         | –  | –  | –  | –  | –  | –  |
| 20 | −2  | Eric Thompson         | 1      | 2         | –  | –  | –  | –  | –  | –  |
| 22 | −2  | Bill Vukovich         | 1      | 1         | –  | –  | –  | –  | 1  | –  |
| P  | +/− | Kierowca              | Starty | Punkty    | P1 | P2 | P3 | PP | NO | NS |